# Туилиму, Лагитупу
Лагитупу Туилиму — исполняющий обязанности премьер-министра Тувалу с 8 декабря 2000 (кончина премьер-министра — Ионатана Ионатана) по 24 февраля 2001 (избрание парламентом нового главы правительства — Фаималага Лука). Как вице-премьер кабинета Ионатана Ионатана и министр финансов с апреля 1999, принял на себя после неожиданной смерти премьер-министра исполнение его обязанностей.